# 宜良专区
宜良专区，云南省已撤消的专区。
位于云南省东部。1950年，云南省将民国时期的3个行政督察区调整为昆明市、武定专区、昭通专区、曲靖专区、宜良专区、楚雄专区、玉溪专区、蒙自专区、文山专区、宁洱专区、大理专区、保山专区、丽江专区。其中宜良专区，辖7县，专署驻宜良县。1953年，所辖弥勒县改设弥勒县彝族自治区（县级）。1954年，撤销宜良专区，辖县划归曲靖专区、蒙自专区。